# Ухловиця (печера)
«Ухловиця» (болг. Ухловица) — назва печери в урочищі Синій вир поблизу села Ухловиця общини Смолян в Родопах, Болгарія.

## Розташування
Вона розташована в 3 км на північний схід від села Могилиця і відстоїть 37 км і 47 км відповідно від Пампорово і Чепеларе. Це один з 100 національних туристичних об'єктів Болгарії.

## Назва
Її назва походить від слова «улулиця» — виду сови, яка, ймовірно, жила в районі печери.

## Відкриття та дослідження
Печера була відкрита і досліджена спелеологічним клубом «Студенець» міста Чепеларе, Георгі та Димитаром Райчевим в 1968—1969 рр.
Довжина її близько 460 м, з яких 330 м обладнені. Висота — 1040 м над рівнем моря. Середня температура 10-11 °C. Наприкінці печери є Білий водоспад (також відомий як Крижаний водоспад). У печері знаходиться кораліти.
Печера має кілька поверхів. На верхньому поверсі знаходиться Зал прірви. З цього приміщення до нижнього поверху можна спуститися крутими металевими сходами, через чотири гирла.
Печера закінчується сьома красивими озерами, які навесні заповнені водою. Найбільш привабливим утвореннямє великий кам'яний водоспад, що виблискує білим кольором.

## Туризм
- Печера Ухловиця є одним із сотні національних туристичних об'єктів Болгарського туристичного союзу під номером 84 з печаткою. Відвідує в середньому 15 000 чоловік на рік.
- Ухловиця була обладнена для туристів в 1984 році, місцеве населення взяло активну участь в цьому.
- Печера відкрита для відвідування з середи по неділю з 10:00 до 16:00 для груп інтервалом кожну годину. Вихідні — понеділок та вівторок. Протягом літнього сезону працює без вихідних.
- Біля входу в печеру є крута стежка із 180 залізними сходами. Всередині є 280 сходинок, що з'єднують окремі зали, розташовані вертикально один над одним.[2]
- Поруч знаходиться недавно відкрита водна печера «Голубовиця».

## Кажани печери Ухловиця

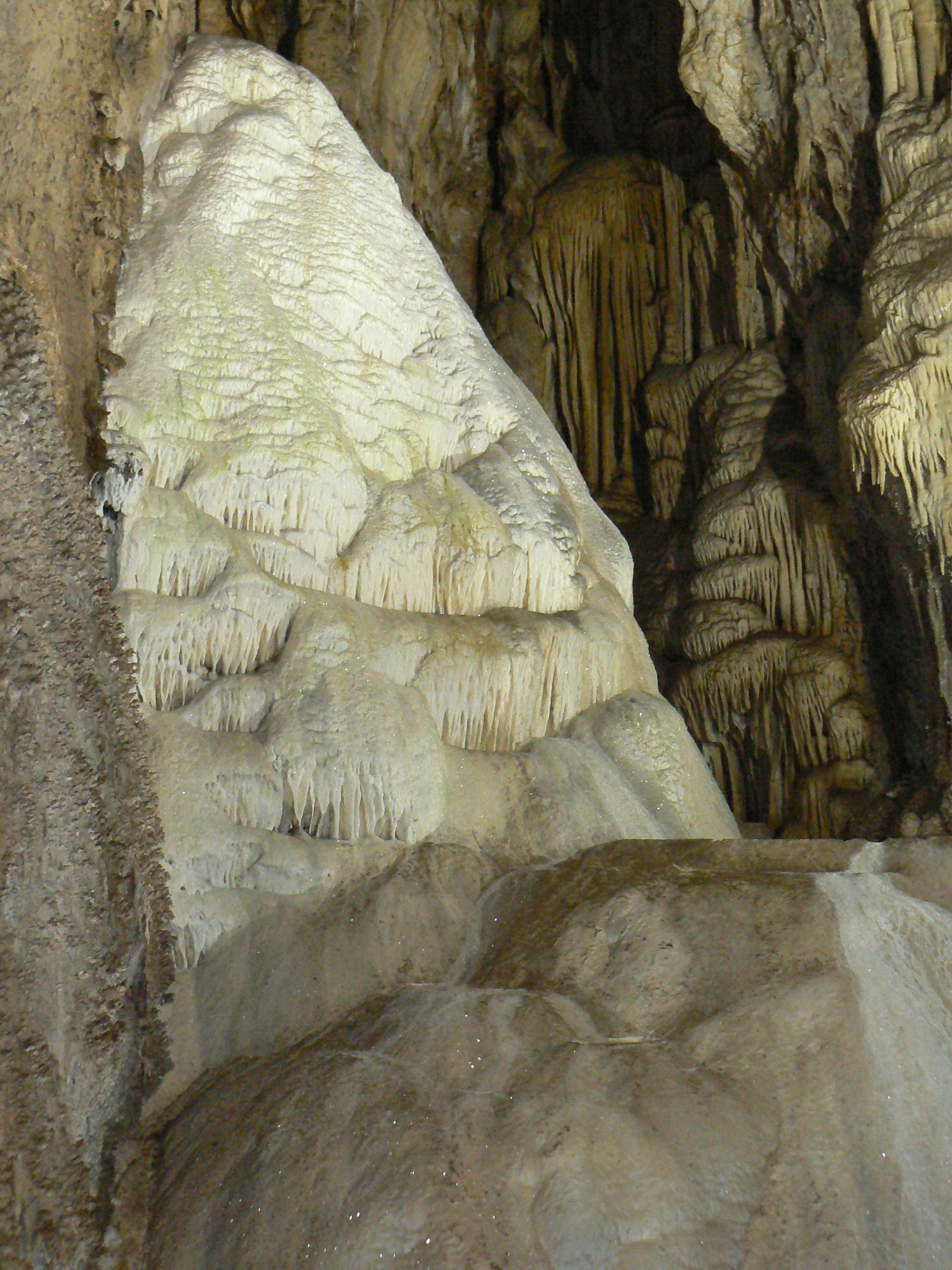
Білий водоспад

Печера Ухловиця дає притулок 8 видам кажанів, які мешкають у печері в різні пори року:
1. Великий підковик (Rhinolophus ferrumequinum)
2. Малий підковик (Rhinolophus hipposideros)
3. Середземноморський підковик (Rhinolophus blasii)
4. Триколірна нічниця (Myotis emarginatus)
5. Велика нічниця (Myotis myotis)
6. Пергач пізній (Eptesicus serotinus)
7. Вухань австийський (Plecotus austriacus)
8. Нетопир карлик (Pipistrellus pipistrellus)

5 видів, що зустрічаються у районі Ухловиці, є одними з найпріоритетніших для збереження по всій Європи — великий, малий та середземноморський підковик, а також трикольорова та велика нічниці. Влітку в печері живе невелика (можливо розмножувальна) колонія середземноморських підковиков. У період з 15 серпня по 30 вересня печера є важливим місцем для осіннього збору кажанів. У той час багато чоловічих і жіночих особин щонайменше 6 видів кажанів збираються навколо входу щовечора. Залежно від року, в печері зимує від 50 до 150 екземплярів щонайменше 3 видів — великого підковика, малого підковика і великої нічниці.

## Галерея

Світлини печери Ухловиця
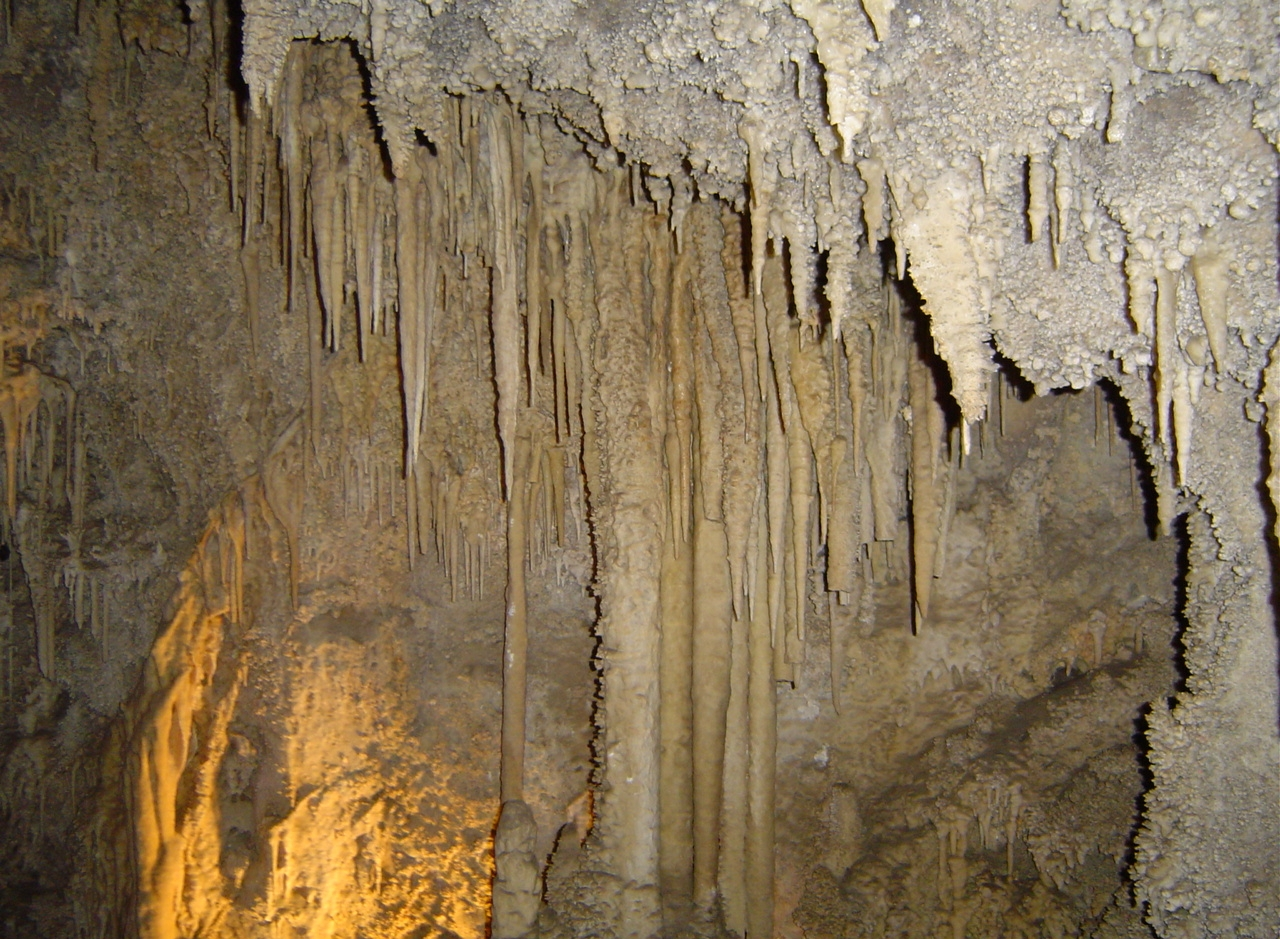
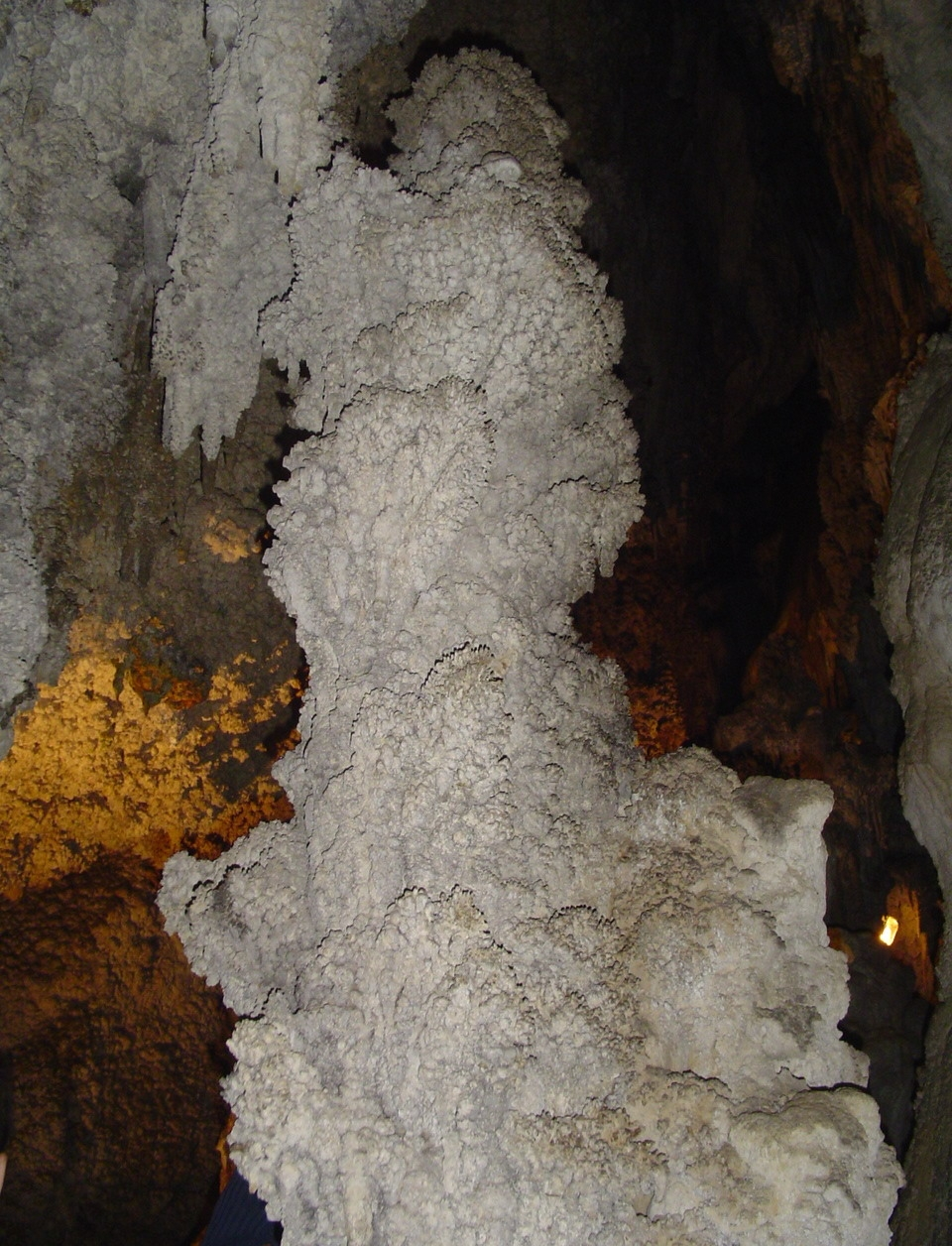
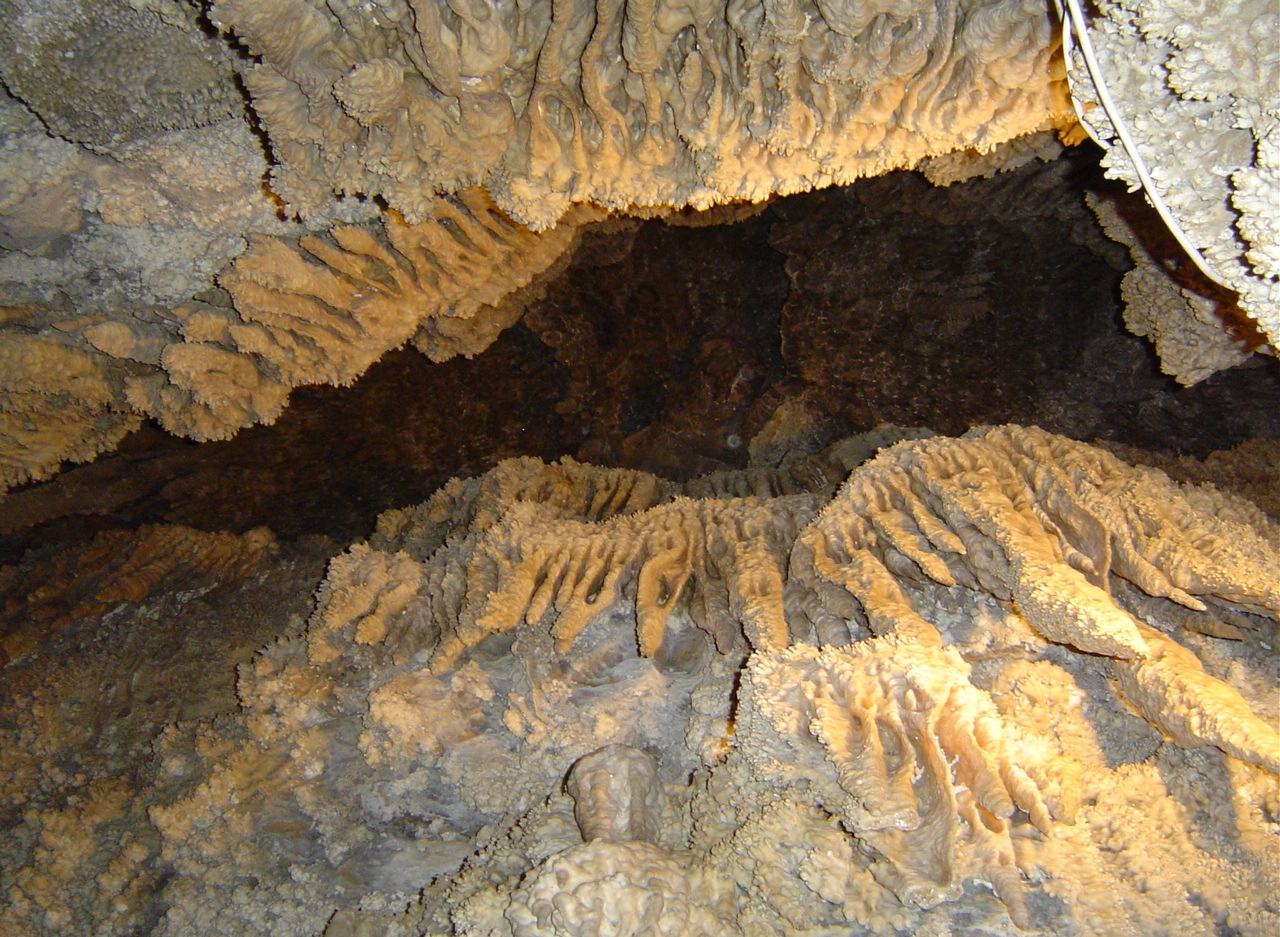
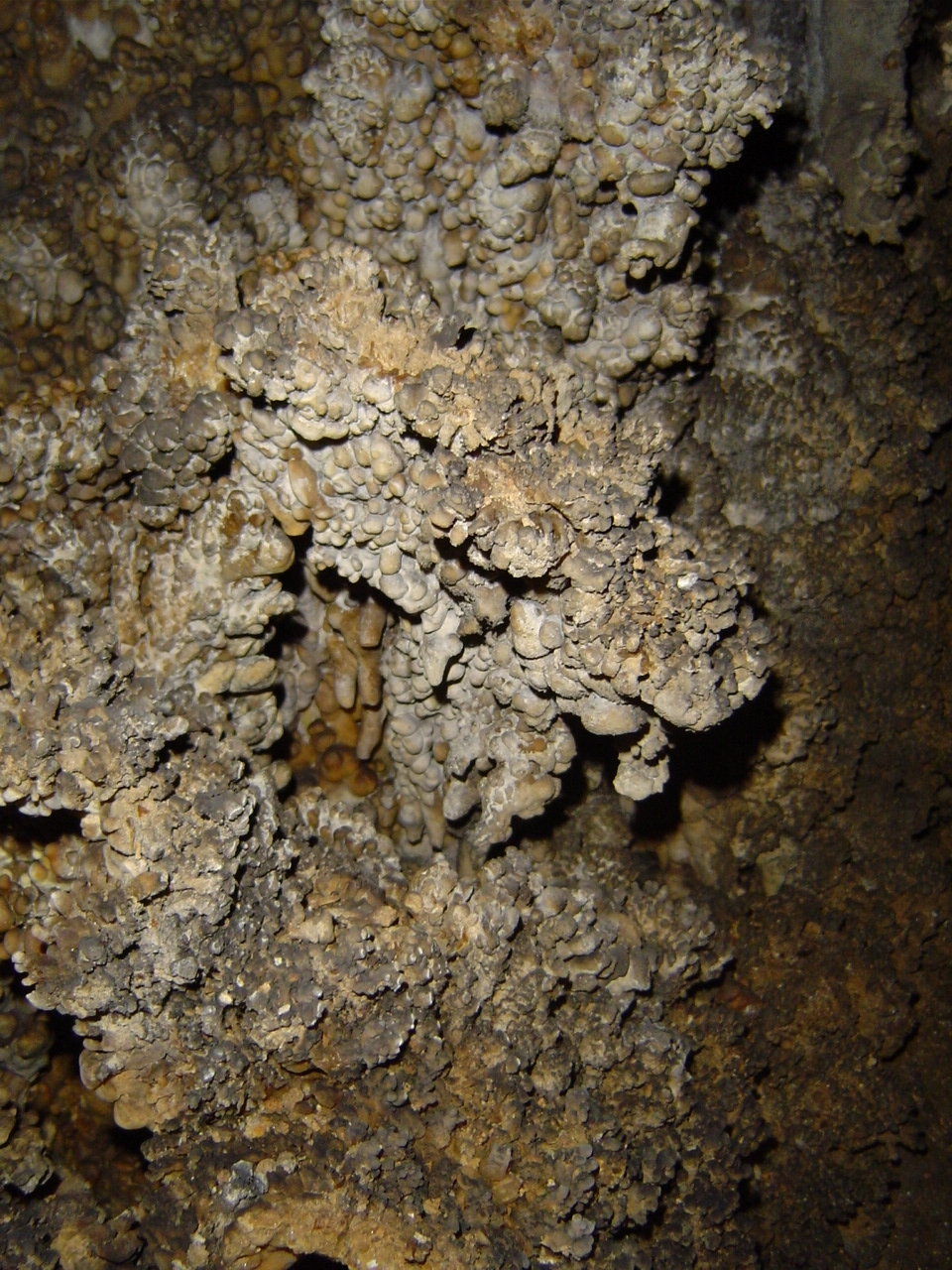